# FNC Entertainment
FNC Entertainment (кор. FNC 엔터테인먼트; від англ. «fish and cake», укр. «Риба і Торт») — південнокорейська розважальна компанія, заснована в 2006 році південнокорейським співаком і продюсером Хан Сон Хо. Лейбл працює як звукозаписний лейбл, агентство талантів, музична продюсерська компанія, компанія з організації подій та концертного виробництва, а також музичне видавництво. Лейбл, раніше відомий як FNC Music, керував лише музикантами, але пізніше змінив назву на FNC Entertainment у 2012 році та почав розширювати сферу розваг. З січня 2012 року вона базується у власних офісах компанії в Чхондамдоні.
Назва заснована на диві нагодування натовпу лише п'ятьма хлібами та двома рибами. Це тому, що Хан Сон Хо є побожним християнином, він використовує це ім'я, щоб сподіватися, що з компанією станеться більше чудес.
Лейбл є домом для видатних музикантів, таких як рок-гурти F.T. Island, CNBLUE і N.Flying, а також K-pop гурти AOA, SF9, Cherry Bullet (під лейблом FNC W) і P1Harmony. Він також керує кількома артистами, зокрема Лі Гук Джу та Лі Се Йон, а також кількома акторами, зокрема Чон Хе Ін, Лі Дон Гон, Пак Гван Хьон, Сон Хьок та Кім Йон Со.
У лютому 2021 року FNC створив дві нові сублейбли. Перший лейбл, FNC B, є спільним підприємством FNC Entertainment і HOW Entertainment, яке зосереджується на музиці у жанрі трот. Другий лейбл FNC W спеціалізується на менеджменті жіночих гуртів.

## Музичні виконавці

### Артисти звукозапису

#### Солісти
- Lee Hong-gi[en] (F.T. Island)
- Jung Yong-hwa[en] (CNBLUE)
- Lee Seung-hyub[en] (N.Flying)

#### Гурти[2]
- F.T. Island
- CNBLUE
- AOA
- N.Flying
- SF9
- P1Harmony

#### Підрозділи та проектні групи
- F.T. Triple
- AOA Cream
- Romantic J
- Two Song Place
- JNJ

#### FNC W
- Cherry Bullet

#### Актори та акторки[3]
- Бек Джухо
- Ча Хун
- Чхве Мін Хван[en]
- Чхве Юджу
- Хо Джівон
- Чон Хе Ін
- Jung Yong-hwa[en]
- Kang Chan-hee[en]
- Кан Мін Хьок
- Кім Бо Ра
- Кім Хвійон
- Кім Інсон
- Kim Jae-hyun[en]
- Кім Сок У
- Кім Йонбін
- Лі Давон
- Лі Дон Гон
- Lee Hong-gi[en]
- Lee Jae Jin[en]
- Лі Чеюн
- Lee Jung-shin[en]
- Lee Seung-hyub[en]
- Im Chan-mi[en]
- Мун Сон Хьон
- Пак Черін
- Пак Джівон
- Shin Hye-jeong[en]
- Сон Хьок
- Ю Теян

#### Артисти та коміки[4]
- Чхве Син Мін
- Чо У Чон
- Лі Хьон Тхек
- Лі Гук Чу[en]
- Мун Джі Е
- Мун Се Йон[en]
- Но Хон Чоль[en]
- Ю Чже Піль

### FNC Entertainment Japan
- Prikil

## Колишні артисти

### Колишні артисти звукозапису
- M Signal
- F.T. Island
  - Oh Won-bin (2007—2009)
  - Choi Jong-hoon (2007—2019)
  - Song Seung-hyun (2009—2019)
- Juniel (2011—2016)
- CNBLUE
  - Lee Jong-hyun (2009—2019)
- AOA
  - Park Cho-a (2012—2019)
  - Kwon Mina (2012—2019)
  - Seo Yu-na (2012—2021)
  - Shin Ji-min (2012—2022)
  - Kim Seol-hyun (2012—2022)[5]
- AOA Black
  - Youkyung (2012—2016)
- N.Flying
  - Kwon Kwang-jin (2013—2018)
- Honeyst (2017—2019)
- Cherry Bullet
  - Mirae (2019)
  - Kokoro (2019)
  - Linlin (2019)
- Innovator

### Колишні актори та акторки
- Jo Jae-yoon[en] (2014—2019)
- Jung Eugene (2018—2022)
- Чон Хє Сон (2015—2018)
- Jung Jin-young[en] (2015—2022)
- Jung Woo[en] (2015—2019)
- Kim Min-seo[en] (2014—2017)
- Kim Won-hee[en]
- Квак Дон Йон (2012—2020)
- Kwon Mina[en] (2012—2019)
- Лі Да Хе (2014—2016)
- Lee Elijah[en] (2016—2017)
- Park Gwang-hyun[en]
- Yoon Jin-seo[en] (2012—2020)

### Колишні коміки
- Jeong Hyeong-don[en]
- Ji Suk-jin[en] (2015—2016)
- Kim Yong-man[en]
- Лі Се Йон (2017—2019)
- Song Eun-i[en] (2012—2019)
- Yoo Jae-suk[en] (2015—2021)

## Фільмографія

### Телесеріали
| Назва                  | Мережа                | Рік  | Нотатки                                                    |
| ---------------------- | --------------------- | ---- | ---------------------------------------------------------- |
| Thank You, My Son      | KBS 2TV               | 2015 |                                                            |
| Хто ти: Школа 2015     | KBS 2TV               | 2015 |                                                            |
| Click Your Heart       | MBC every1 / Naver TV | 2016 |                                                            |
| Повернення Бек Хі      | KBS 2TV               | 2016 |                                                            |
| Band of Sisters        | SBS                   | 2017 |                                                            |
| My Only Love Song      | Netflix               | 2017 |                                                            |
| Sweet Enemy            | SBS                   | 2017 |                                                            |
| Girls' Generation 1979 | KBS 2TV               | 2017 | with Signal Entertainment Group                            |
| Run On                 | JTBC / Netflix        | 2020 |                                                            |
| Jinx                   | KakaoTV               | 2021 | with Kakao Entertainment, Studio S, and MAYS Entertainment |

### Вар'єте шоу
| Назва                  | Мережа     | Рік  | Нотатки                           |
| ---------------------- | ---------- | ---- | --------------------------------- |
| Weekly Idol (Season 1) | MBC every1 | 2011 |                                   |
| Carefree Travellers    | JTBC       | 2016 |                                   |
| Idol Room              | JTBC       | 2018 |                                   |
| Problem Child in House | KBS 2TV    | 2018 | with KBS Entertainment Production |

### Фільми
| Назва                             | Режисер         | Рік  | Нотатки                                                             |
| --------------------------------- | --------------- | ---- | ------------------------------------------------------------------- |
| P1H: The Beginning of a New World | Hong-Seung Yoon | 2020 | with Chang Pictures, distributed by Lotte Entertainment and KakaoTV |

## Дочірні підприємства
- FNC Academy
- SM Life Design Group (колишній FNC Add Culture, придбано у 2016; придбано SM Entertainment у 2018)
- Film Boutique (придбано у 2017; придбано HB Entertainment[ko] у 2019 )
- Genie Pictures (придбано у 2018)
- FNC Entertainment Japan
- FNC Global Training Center
- Love FNC Foundation (official CSR arm)
- FNC Story
- FNC B (у спільному управлінні з HOW Entertainment)
- FNC W
- FNC Investment